# Xã Sawyer, Quận Ward, Bắc Dakota
Xã Sawyer (tiếng Anh: Sawyer Township) là một xã thuộc quận Ward, tiểu bang Bắc Dakota, Hoa Kỳ. Năm 2010, dân số của xã này là 183 người.